# Marko Gobeljić
Marko Gobeljić (in serbo Марко Гобељић?; Kraljevo, 13 settembre 1992) è un calciatore serbo, centrocampista dell'OFK Belgrado.

## Caratteristiche tecniche
È un esterno destro.

## Carriera

### Club
È cresciuto nelle giovanili dello Sloga Kraljevo.

### Nazionale
Ha esordito con la nazionale serba il 29 settembre 2016 in un'amichevole persa 3-0 contro il Qatar.

## Statistiche

### Presenze e reti nei club
Statistiche aggiornate al 6 gennaio 2017.
| Stagione                 | Squadra                  | Campionato               | Campionato | Campionato | Coppe nazionali | Coppe nazionali | Coppe nazionali | Coppe continentali | Coppe continentali | Coppe continentali | Altre coppe | Altre coppe | Altre coppe | Totale | Totale | Totale |
| Stagione                 | Squadra                  | Comp                     | Pres       | Reti       | Comp            | Pres            | Reti            | Comp               | Pres               | Reti               | Comp        | Pres        | Reti        | Pres   | Reti   |        |
| ------------------------ | ------------------------ | ------------------------ | ---------- | ---------- | --------------- | --------------- | --------------- | ------------------ | ------------------ | ------------------ | ----------- | ----------- | ----------- | ------ | ------ | ------ |
| 2010-2011                | Sloga Kraljevo           | 3L                       | 27         | 1          | CS              | 2               | 0               | -                  | -                  | -                  | -           | -           | -           | 29     | 1      |        |
| 2011-2012                | Sloga Kraljevo           | 2L                       | 31         | 3          | CS              | 1               | 0               | -                  | -                  | -                  | -           | -           | -           | 32     | 3      |        |
| 2012-2013                | Sloga Kraljevo           | 2L                       | 32         | 0          | CS              | 0               | 0               | -                  | -                  | -                  | -           | -           | -           | 32     | 0      |        |
| 2013-2014                | Sloga Kraljevo           | 2L                       | 26         | 3          | CS              | 1               | 1               | -                  | -                  | -                  | -           | -           | -           | 27     | 4      |        |
| Totale Sloga Kraljevo    | Totale Sloga Kraljevo    | Totale Sloga Kraljevo    | 116        | 7          |                 | 4               | 1               |                    | -                  | -                  |             | -           | -           | 120    | 8      |        |
| 2014-2015                | Napredak Kruševac        | SL                       | 26+2       | 1+0        | CS              | 1               | 0               | -                  | -                  | -                  | -           | -           | -           | 29     | 1      |        |
| 2015-2016                | Napredak Kruševac        | 2L                       | 26         | 1          | CS              | 2               | 0               | -                  | -                  | -                  | -           | -           | -           | 28     | 1      |        |
| 2016-2017                | Napredak Kruševac        | SL                       | 32         | 5          | CS              | 1               | 0               | -                  | -                  | -                  | -           | -           | -           | 33     | 5      |        |
| Totale Napredak Kruševac | Totale Napredak Kruševac | Totale Napredak Kruševac | 86         | 7          |                 | 4               | 0               |                    | -                  | -                  |             | -           | -           | 90     | 7      |        |
| 2017-2018                | Stella Rossa             | SL                       | 17         | 1          | CS              | 2               | 0               | UEL                | 10                 | 0                  | -           | -           | -           | 29     | 1      |        |
| Totale carriera          | Totale carriera          | Totale carriera          | 219        | 15         |                 | 10              | 1               |                    | 10                 | 0                  |             | -           | -           | 239    | 16     |        |

### Cronologia presenze e reti in nazionale
| Cronologia completa delle presenze e delle reti in nazionale ― Serbia | Cronologia completa delle presenze e delle reti in nazionale ― Serbia | Cronologia completa delle presenze e delle reti in nazionale ― Serbia | Cronologia completa delle presenze e delle reti in nazionale ― Serbia | Cronologia completa delle presenze e delle reti in nazionale ― Serbia | Cronologia completa delle presenze e delle reti in nazionale ― Serbia | Cronologia completa delle presenze e delle reti in nazionale ― Serbia | Cronologia completa delle presenze e delle reti in nazionale ― Serbia |
| Data                                                                  | Città                                                                 | In casa                                                               | Risultato                                                             | Ospiti                                                                | Competizione                                                          | Reti                                                                  | Note                                                                  |
| --------------------------------------------------------------------- | --------------------------------------------------------------------- | --------------------------------------------------------------------- | --------------------------------------------------------------------- | --------------------------------------------------------------------- | --------------------------------------------------------------------- | --------------------------------------------------------------------- | --------------------------------------------------------------------- |
| 29-9-2016                                                             | Doha                                                                  | Qatar                                                                 | 3 – 0                                                                 | Serbia                                                                | Amichevole                                                            | -                                                                     | 46’                                                                   |
| 29-1-2017                                                             | San Diego                                                             | Stati Uniti                                                           | 0 – 0                                                                 | Serbia                                                                | Amichevole                                                            | -                                                                     | 84’                                                                   |
| 10-10-2019                                                            | Kruševac                                                              | Serbia                                                                | 1 – 0                                                                 | Paraguay                                                              | Amichevole                                                            | -                                                                     | 46’                                                                   |
| Totale                                                                |                                                                       | Presenze                                                              | 3                                                                     |                                                                       | Reti                                                                  | 0                                                                     |                                                                       |

## Palmarès

### Club

#### Competizioni nazionali
- Srpska Liga Ovest: 1

Sloga Kraljevo: 2010-2011
- Campionato serbo: 7

Stella Rossa: 2015-2016, 2017-2018, 2018-2019, 2019-2020, 2020-2021, 2021-2022, 2022-2023
- Coppa di Serbia: 3

Stella Rossa: 2020-2021, 2021-2022, 2022-2023